# Deutsche Bundesbahn
A Deutsche Bundesbahn ou DB (Ferrovia Federal Alemã) foi a ferrovia federal e patrimônio vinculado sem capacidade jurídica da Alemanha até 1994.

## História
A Deutsche Bundesbahn foi formada pela Alemanha Ocidental a 7 de Setembro de 1949, sendo a sucessora da Deutsche Reichsbahn, da República de Weimar e Alemanha Nazi. A DB foi a empresa estatal de caminhos de ferro da Alemanha Ocidental até à reunificação da Alemanha, quando foi fundida com os caminhos de ferro da Alemanha Oriental (Deutsche Reichsbahn) para formar a Deutsche Bahn AG, a 1 de Janeiro de 1994.
1. ↑  Zabel, Jürgen; Rhein-Main-Verkehrsverbund, eds. (2002). Eisenbahnen in der Region Frankfurt RheinMain. Darmstadt: Hestra-Verl. p. 29